# Ń (album)
Ń – debiutancki album studyjny polskiego rapera i producenta muzycznego Ńemego. Wydawnictwo ukazało się 19 września 2014 roku nakładem wytwórni muzycznej Prosto. Płyta została zmiksowana przez Marka Walaszka, z kolei mastering w nowojorskim Masterdisk Studio wykonał oraz mastering Tima Boyce. Jako materiał dodatkowy do albumu został dołączony mixtape pt. Undiscovered Sounds zrealizowany przez DJ-a LoLo.
Płyta dotarła do 34. miejsca zestawienia OLiS.

## Lista utworów
Opracowano na podstawie materiału źródłowego.
1. "Evening Intro" (gościnnie: Dj O2LD) – 1:25
2. "Żyćwietrznie" – 4:03
3. "Pain" – 3:04
4. "Guzik" (gościnnie: Biskup) – 3:10
5. "Ń (Styl)" – 3:35
6. "Tatuuję bity" – 3:13
7. "Sick Pro" – 2:03
8. "Byłaś tą" – 3:12
9. "Na "P"" – 3:13
10. "Duchy" – 2:40
11. "Polish Dictionary" – 3:08
12. "Słońce" – 3:01
13. "S.I.E.R.P.C." – 3:50
14. "Kilka bomb" – 3:08

| Undiscovered Sounds (Bonus CD 2) |
| --- |
| 1. "Blunts In The Stratosphere" 2. "Triceratops Funk" 3. "Bonjour My Precious La Manche Swimmer" 4. "Atlantida" 5. "Woman Duck Shooting Contest" (gościnnie: Janikt) 6. "Douchebag" 7. "Raw Mentality Part 1" 8. "Raw Mentality Part 2" 9. "When You Hold My Hand" 10. "Orańges" 11. "LoLo's Hypnosis Tests" 12. "Nothing's Gonna Change That..." 13. "Raw Mentality Part 3 (No Turning Back)" 14. "Soundfarm Inc." |